# Padre Paraíso (ort)
Padre Paraíso är en ort i Brasilien.   Den ligger i kommunen Padre Paraíso och delstaten Minas Gerais, i den sydöstra delen av landet, 700 km öster om huvudstaden Brasília. Padre Paraíso ligger 681 meter över havet och antalet invånare är 10 608.
Terrängen runt Padre Paraíso är lite kuperad. Runt Padre Paraíso är det glesbefolkat, med 17 invånare per kvadratkilometer.. Det finns inga andra samhällen i närheten. 
Omgivningarna runt Padre Paraíso är huvudsakligen savann.